# Papa Bento XI
Bento XI, O.P. (em latim: Benedictus PP. XI), nascido Nicola Boccasini; (Treviso, 1240 — Perúgia, 7 de julho de 1304) foi o 194.º Papa da Igreja Católica, de 22 de outubro de 1303 até a data de sua morte.
Ele foi beatificado com seu culto confirmado pelo Papa Clemente XII em 1736. Ele é um patrono de Treviso. Era membro da Ordem dos Pregadores.

## Início da vida

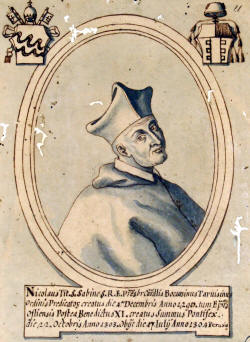
Cardeal Boccasini

Niccolò Boccasini nasceu em Treviso, filho de Boccasio, um notário municipal (falecido em 1246), cujo irmão era padre; e Ber (n) arda, que trabalhava como lavadeira dos frades dominicanos de Treviso. Niccolò tinha uma irmã, Adelette. A família vivia fora dos muros de Treviso, em um subúrbio chamado S. Bartolommeo. Em 1246, um frade dominicano deixou uma quantia em dinheiro em seu testamento para Bernarda e seus filhos, recentemente órfãos. Uma condição era que, se Niccolò entrasse na Ordem Dominicana, ele receberia metade de todo o legado. A partir dos seis anos de idade, parece que Niccolò estava destinado à vida monge. Seu primeiro professor foi o tio, padre de S. Andrea.
Ele ingressou na Ordem dos Pregadores em 1254, aos quatorze anos, adotando o hábito de um noviço em Treviso, sua terra natal. Ele foi levado a Veneza por seu prior e apresentado ao provincial, que o designou ao convento da SS. Giovanni e Paolo em Veneza. Nos sete anos seguintes, Niccolò continuou sua educação básica em Veneza. No final deste período, ele serviu como tutor dos filhos de Romeo Quirini de Veneza, cujo irmão era um cânone na Catedral de Treviso. Em 1262, Niccolò foi transferido para Milão, para o novo estúdio de S. Eustorgio. Ele passou os próximos seis anos em S. Eustorgio. No final de seu mandato em S. Eustorgio, ele deve ter se tornado um membro professado da Ordem dos Pregadores; a data real, no entanto, é desconhecida. Como irmão professo, ele serviu na posição de responsável como professor no estúdio em Veneza, ou seja, ele estava encarregado da educação primária dos irmãos em seu convento. Cada convento tinha seu reitor . Ele serviu como professor durante catorze anos, de 1268 a 1282, segundo Bernardus Guidonis. Em 1276, ele é atestado como eleitor no convento dominicano em Treviso, sua terra natal, cargo que ele ainda ocupava em 1280. Em fevereiro de 1282, ele é encontrado em Gênova, novamente como eleitor.. Ele não era professor, pois nunca havia se formado na universidade, sendo um dos últimos papas que não era formado na universidade.

## Escritório e responsabilidade
Em 1286, na reunião do Capítulo provincial, realizada naquele ano em Brescia, pe. Niccolò foi eleito prior provincial da Lombardia. Como inspetor da Lombardia, pe. O estilo de vida de Niccolò mudou consideravelmente. Em vez de ficar firmemente preso a um único convento por anos, ele se tornaria peripatético, passando de um convento para outro em visitas de inspeção, incentivo e correção. Na Lombardia, na época, havia cinquenta e um conventos. Ele também tinha responsabilidade como inquisidor, uma tarefa para a qual os papas consideravam franciscanos e dominicanos especialmente adequados. Ele também tinha a responsabilidade de convocar os capítulos provinciais. Em 1287, o capítulo estava em Veneza; em 1288, foi em Rimini; em 1289, no Capítulo Geral, realizado em Trier, pe. Niccolò foi demitido do cargo de provincial da Lombardia, tendo completado seu mandato de três anos. É provável que, sem o cargo, ele tenha retornado a um convento, possivelmente o de Treviso - embora as evidências sejam escassas e baseadas em vontades e códigos. Ele foi eleito Prior provincial da Lombardia novamente, no entanto, no Capítulo provincial realizado em Brescia em 1293. Em 1294, foi realizado em Faventia, em 1295 em Verona, e em 1296 em Ferrara, onde pe. O sucessor de Niccolò foi eleito, pois ele tinha uma nova designação.

### Mestre-geral da Ordem dos Pregadores
No Capitulo Geral da Ordem dos Pregadores, realizado em Estrasburgo em 1296, Frater Niccolò de Treviso foi eleito Mestre-geral da Ordem dos Pregadores, e emitiu ordenanças que proibiam o questionamento público da legitimidade do Papa Bonifácio VIII. eleição papal (que ocorreu na véspera de Natal de 1295) por parte de qualquer dominicano.

### Cardinalato
Boccasini foi elevado ao cardinalado em 4 de dezembro de 1298 por Bonifácio VIII e recebeu o título de cardeal-sacerdote de Santa Sabina. Ele entrou na Cúria Romana em 25 de março de 1299 e, assim, começou a receber sua parte dos lucros da Câmara do Colégio dos Cardeais.
Foi promovido ao posto de cardeal-bispo da Sé de Óstia em 2 de março de 1300 e também recebeu consagração episcopal. Em 13 de maio de 1301, foi nomeado Legado Apostólico na Hungria. Ele fez sua partida oficial em 22 de junho de 1301 e retornou em 10 de maio de 1303. Ele também serviu como legado papal para a França.
Quando o Papa Bonifácio VIII foi apreendido em Anagni em setembro de 1303, Boccasini era um dos únicos dois cardeais a defender o papa no próprio palácio episcopal. O outro foi Pedro Rodriguez, bispo de Sabina. Eles foram presos por três dias. Na segunda-feira, 10 de setembro, eles foram libertados por forças lideradas pelo cardeal Luca Fieschi, e em 14 de setembro o papa e seu séquito retornaram a Roma, com uma escolta organizada pelo cardeal Matteo Rosso Orsini.

## Papado

### Eleição papal
O conclave para eleger o sucessor de Bonifácio VIII foi realizado na Arquibasílica de São João de Latrão e o Colégio de Cardeais desejou um candidato adequado que não fosse hostil ao rei Filipe IV de França. Após uma votação em um conclave que durou um dia, Boccasini foi eleito papa.

### Ações
Ele foi rápido em libertar o rei Filipe IV da excomunhão que Bonifácio VIII lhe impusera. No entanto, em 7 de junho de 1304, Bento XI excomungou o implacável ministro de Filipe IV, Guilherme de Nogaret, e todos os italianos que haviam participado da apreensão de seu antecessor em Anagni. Bento XI também organizou um armistício entre Filipe IV da França e Eduardo I de Inglaterra.
Após um breve pontificado que durou apenas oito meses, Bento XI morreu repentinamente em Perugia. Como relatos originais, a suspeita recaiu sobre Nogaret com a suspeita de que sua morte súbita foi causada por envenenamento. Entretanto, não há evidências diretas para apoiar ou refutar a alegação de que Nogaret envenenou o papa. O sucessor de Bento XI, Papa Clemente V, estava na França quando eleito e nunca viajou para Roma. Seus sucessores residiram principalmente em Avignon, inaugurando o período às vezes conhecido como o Cativeiro Babilônico . Ele e os papas franceses que o sucederam estavam completamente sob a influência dos reis da França.

### Cardeais
Bento XI também celebrou dois Consistórios com o objetivo de criar novos cardeais. O primeiro, em 18 de dezembro de 1303, elevou o pe. Niccolò Albertini, OP, o Bispo de Spoleto; e pe. William Macclesfield (Marlesfeld), OP, de Canterbury, prior da província inglesa dos dominicanos. Em 19 de fevereiro de 1304, ele elevou Walter Winterburn, OP, de Salisbury, o confessor do rei Eduardo I da Inglaterra, que não queria se separar dele, e o manteve na Inglaterra por algum tempo. Quando chegou a Perugia, em 28 de novembro de 1304, o papa Bento estava morto. O cardeal Winterburn morreu em Gênova, em 24 de setembro de 1305. Não se pode deixar de notar que os três novos cardeais eram membros da Ordem Dominicana.
Bento XI foi o autor de um volume de sermões e comentários sobre o Evangelho de Mateus , os Salmos , o Livro de Jó e o Livro do Apocalipse.

### Histórias
O cardeal César Barônio (1538–1607) escreveu que, na segunda-feira da semana da Páscoa em 1304, Bento XI estava celebrando a missa, mas um peregrino a interrompeu, porque queria que o papa ouvisse sua confissão. Em vez de dizer a ele para encontrar outra hora ou outro padre para ter sua confissão, o papa deixou a missa para ouvir sua confissão e depois voltou para continuar a missa. Parece ser uma anedota, apropriada para um sermão que recomenda confissões frequentes, numa época em que a confissão duas vezes por ano era a norma. É improvável que um peregrino tente interromper uma missa, que um padre interrompa uma missa para alguma outra função, ou que os protocolos da corte papal permitam uma aproximação tão irrestrita ao pontífice durante um serviço sagrado.
Há também uma história que, no Capítulo Geral dos Dominicanos de Lucca, em maio de 1288, o Provincial da Província Romana, Thomas de Luni, previu ao Pe. Niccolò que algum dia ele seria papa. Em outra ocasião, quando ele estava em Veneza, um frade de Torcello previu que ele seria provincial, mestre-geral, cardeal e papa. Esse é um tipo de bajulação frequentemente usado e depois relatado de maneira anedótica sobre pessoas eclesiásticas, depois de atingirem o auge de sua eminência. Os milhares de vezes em que a previsão não se mostra verdadeira não são relatados. Não é preciso colocar muita importância em tais contos.

### Beatificação

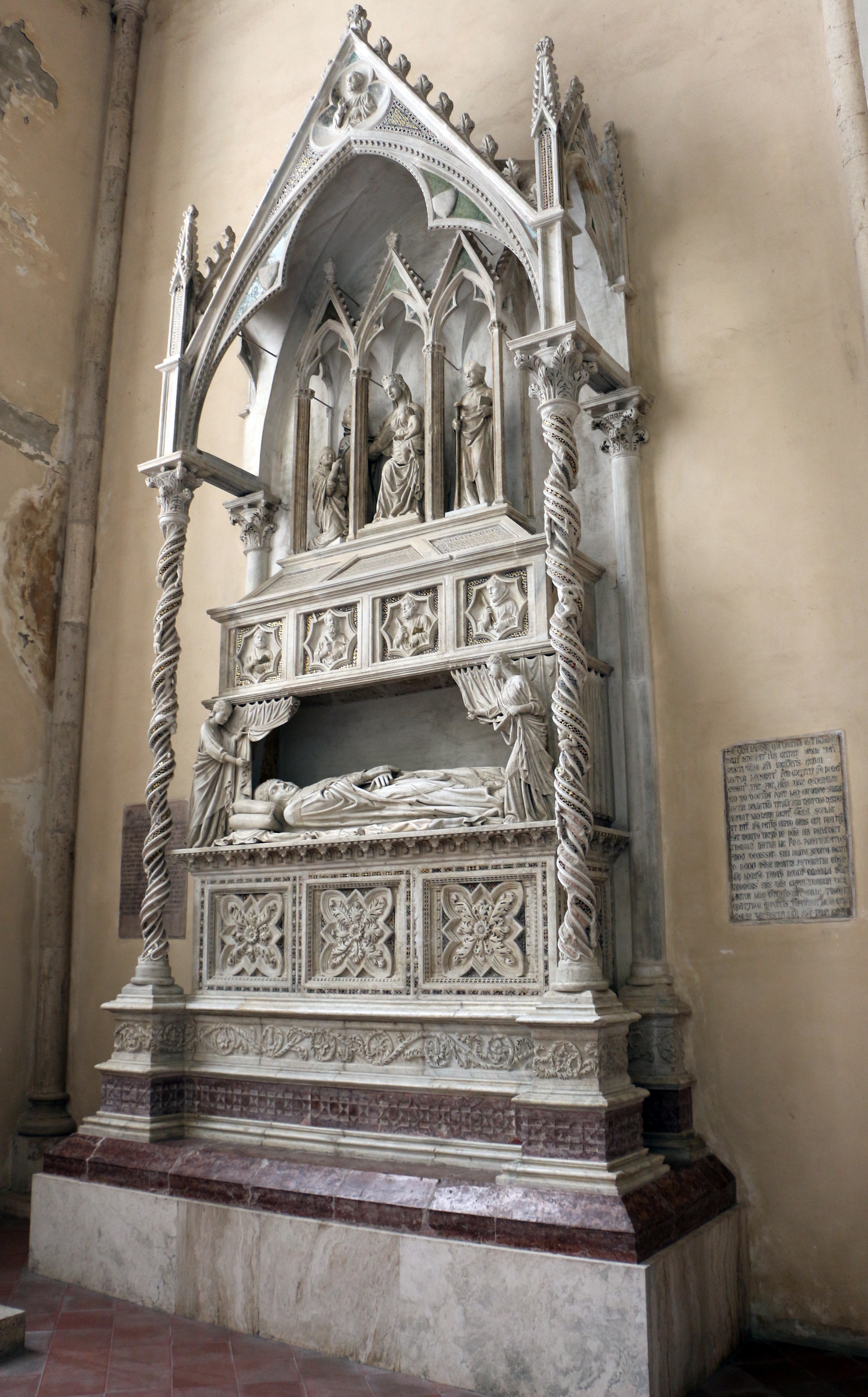
Túmulo de Bento XI

Bento XI ganhou uma reputação de santidade e os fiéis vieram para venerá-lo. Sua tumba ganhou reputação pela quantidade de milagres que surgiram no local. O Papa Clemente XII aprovou seu culto em 24 de abril de 1736, que atuou como sua beatificação formal. O Papa Bento XIV estendeu sua veneração à República de Veneza em 1748, após um pedido dos venezianos.

### Numeração papal
Uma observação sobre a numeração: o Papa Bento X (1058-1059) é agora considerado um antipapa pela Igreja Católica. Na época da eleição de Bento XI, no entanto, Bento X ainda era considerado um papa legítimo, e, portanto, o homem que a Igreja Católica considera oficialmente o décimo verdadeiro Papa Bento, Niccolo Boccasini, recebeu o número oficial XI em vez de X. numeração de todos os papas subseqüentes Bento por um dígito. Os papas Bento XI-Bento XVI são, de um ponto de vista oficial, os 10 aos 15 papas com esse nome.